# Polyacme
Polyacme is een geslacht van vlinders van de familie spanners (Geometridae), uit de onderfamilie Ennominae.

## Soorten
- P. dentata Warren, 1896
- P. punctilinea Joicey & Talbot, 1917
- P. straminea Warren, 1903
- P. subgriseata Warren, 1903
- P. vagilinea Warren, 1906